# Стрельцов Вадим Миколайович
Вадим Миколайович Стрельцов (біл. Вадзім Мікалаевіч Стральцоў, нар. 30 квітня 1986, Могильов, Білорусь) — білоруський важкоатлет, срібний призер Олімпійських ігор 2016 року, чемпіон світу. 

## Результати
| Рік              | Місце                                   | Вага             | Ривок            | Ривок            | Ривок            | Ривок            | Поштовх          | Поштовх          | Поштовх          | Поштовх          | Загалом          | Місце            |
| Рік              | Місце                                   | Вага             | 1                | 2                | 3                | Місце            | 1                | 2                | 3                | Місце            | Загалом          | Місце            |
| Олімпійські ігри | Олімпійські ігри                        | Олімпійські ігри | Олімпійські ігри | Олімпійські ігри | Олімпійські ігри | Олімпійські ігри | Олімпійські ігри | Олімпійські ігри | Олімпійські ігри | Олімпійські ігри | Олімпійські ігри | Олімпійські ігри |
| ---------------- | --------------------------------------- | ---------------- | ---------------- | ---------------- | ---------------- | ---------------- | ---------------- | ---------------- | ---------------- | ---------------- | ---------------- | ---------------- |
| 2016             | Ріо-де-Жанейро, Бразилія                | 94 кг            | 175              | 179              | 180              | 4                | 220              | 230              | 230              | 2                | 395              | 2                |
| 2008             | Пекін, Китай                            | 85 кг            | 170              | —                | —                | —                | —                | —                | —                | —                | —                | —                |
| Чемпіонат світу  |                                         |                  |                  |                  |                  |                  |                  |                  |                  |                  |                  |                  |
| 2015             | Х'юстон, США                            | 94 кг            | 175              | 180              | 180              | 3                | 220              | 230              | 234              | 1                | 405              | 1                |
| 2014             | Алмати, Казахстан                       | 94 кг            | 170              | 176              | 179              | 5                | 207              | 216              | 224              | 4                | 392              | 4                |
| 2013             | Вроцлав, Польща                         | 94 кг            | 167              | —                | —                | 8                | 215              | 215              | 220              | 4                | 382              | 6                |
| 2011             | Париж, Франція                          | 85 кг            | 155              | 160              | 163              | 11               | 190              | 196              | 200              | 11               | 359              | 13               |
| 2010             | Анталія, Туреччина                      | 94 кг            | 165              | 170              | 175              | 8                | 205              | 210              | 210              | 14               | 380              | 10               |
| 2007             | Чіангмай, Таїланд                       | 85 кг            | 165              | 170              | 170              | 4                | 195              | 200              | 205              | 6                | 370              | 3                |
| 2006             | Санто-Домінго, Домініканська Республіка | 85 кг            | 165              | 165              | 170              | 6                | 195              | 203              | 203              | 10               | 365              | 5                |